# Chieniodendron
Chieniodendron is een geslacht uit de familie Annonaceae. Het geslacht telt een soort die voorkomt van in Zuid-China tot in Vietnam.

## Soorten
- Chieniodendron hainanense (Merr.) Y.Tsiang & P.T.Li